# Curtil-Saint-Seine
Curtil-Saint-Seine är en kommun i departementet Côte-d'Or i regionen Bourgogne-Franche-Comté i östra Frankrike. Kommunen ligger i kantonen Saint-Seine-l'Abbaye som tillhör arrondissementet Dijon. År 2022 hade Curtil-Saint-Seine 113 invånare.

## Befolkningsutveckling
Antalet invånare i kommunen Curtil-Saint-Seine
Referens:INSEE